# Giovanni Targioni-Tozzetti
Pour les articles homonymes, voir Targioni Tozzetti.
Ne doit pas être confondu avec Giovanni Targioni Tozzetti.
Giovanni Targioni-Tozzetti (Livourne, 17 mars 1863 – Livourne, 30 mai 1934) est un librettiste d'opéra italien. 

## Biographie
Fils du poète et écrivain Ottaviano Targioni Tozzetti (poète), Giovanni était un ami personnel du compositeur Pietro Mascagni (du même âge et né dans la même ville), pour qui il a écrit plusieurs livrets d'opéra, dont celui de Cavalleria rusticana, en collaboration avec Guido Menasci et dont le sujet est tiré d'une nouvelle de Giovanni Verga. Avec Menasci, il a également écrit le livret pour Regina Diaz d'Umberto Giordano.
La plupart de ses livrets ont été écrits en collaboration avec Guido Menasci. Pour Cavalleria rusticana, inspiré d'une nouvelle de Verga paru en 1880, Targioni-Tozzetti n'écrit que quelques vers à la fois et Mascagni composait d'un jet. En deux mois l'opéra est terminé.

## Opéras
- Cavalleria rusticana (1890), mélodrame en un acte, en collaboration avec Guido Menasci, musique de Pietro Mascagni. Création à Rome le 17 mai 1890.
- I Rantzau (1892), œuvre lyrique en quatre actes, en collaboration avec Guido Menasci, musique de Pietro Mascagni. Création à Florence le 10 novembre 1892.
- Regina Diaz (it) (1894), en collaboration avec Guido Menasci, musique d'Umberto Giordano.
- Silvano, (1895), opéra en deux actes, musique de Pietro Mascagni. Création à la Scala de Milan le 25 mars 1895.
- Zanetto (1896), opéra en un acte, en collaboration avec Guido Menasci, musique de Pietro Mascagni (d'après la comédie Le passant de François Coppée). Création à Pesaro le 2 mars 1896.
- Amica (1905), drame lyrique en deux actes, musique de Pietro Mascagni (livret en français de Paul Bérel, pseudonyme de Paul de Choudens et adaptation lyrique de Paul Colin d'après le texte italien de Targioni-Tozzetti). Création à Monte-Carlo le 16 mars 1905.
- Pinotta (1932), musique de Pietro Mascagni.
- Il piccolo Marat (1921), œuvre lyrique en trois actes, livret en collaboration de Giovacchio Forzano et de Targioni-Tozzetti, musique de Mascagni. Création à Rome le 2 mai 1921[2].
- Nerone (1935), opéra en trois actes et quatre tableaux, musique de Pietro Mascagni (d'après une comédie éponyme de Pietro Cossa). Création à la Scala de Milan le 16 janvier 1935.